# Panopeus africanus
Panopeus africanus es una especie de cangrejo, Brachyura de la familia Panopeidae. El nombre científico de la especie es el primero válidamente publicado en 1867 por A. Milne-Edwards.